# Baxley
Baxley is een plaats (city) in de Amerikaanse staat Georgia, en valt bestuurlijk gezien onder Appling County.

## Demografie
Bij de volkstelling in 2000 werd het aantal inwoners vastgesteld op 4150.
In 2006 is het aantal inwoners door het United States Census Bureau geschat op 4425, een stijging van 275 (6,6%).

## Geografie
Volgens het United States Census Bureau beslaat de plaats een oppervlakte van
18,5 km², geheel bestaande uit land. Baxley ligt op ongeveer 62 m boven zeeniveau.

## Plaatsen in de nabije omgeving
De onderstaande figuur toont nabijgelegen plaatsen in een straal van 36 km rond Baxley.